# Hylaeus palavanicus
Hylaeus palavanicus är en biart som först beskrevs av Cockerell 1915.  Hylaeus palavanicus ingår i släktet citronbin, och familjen korttungebin. Inga underarter finns listade i Catalogue of Life.